# Iglesia de Santa María (Fuenmayor)
La iglesia de Santamaría es una iglesia renacentista que se encuentra en la localidad riojana de Fuenmayor, fue construida en el mismo lugar que otra iglesia de estilo románico, cuyos muros se aprovecharon para el pie de la nueva. Consta de tres anchas naves con cuatro tramos, aunque posteriormente se añadirían varias capilla laterales, la sala capitular, la sacristía y la torre. Destaca en su interior el retablo mayor, de estilo romanista. En 2010 se restaura y se limpia su interior del revoco que cubría la sillería, mostrando así los intensos colores con los que parte de esta había sido pintada.
Fue declarada Bien de Interés Cultural en la categoría de Monumento el 29 de diciembre de 1981.

## Descripción general
Es un edificio en planta de salón de tres naves y cuatro tramos con el ábside achaflanado en cinco paños y bóveda de crucería. Fue levantada sobre una pequeña iglesia románica cuyos restos se aprovecharon en la base y su esquina norte.
El cuerpo se construyó en dos etapas principales: la del ábside y los dos primeros tramos, hacia el año 1520, puede que a manos del cantero Miguel de Ezquioga, y la de los otros dos tramos de los pies, a cargo de Juan Martínez de Mutio hacia 1550.

## Origen
La alta calidad de la obra se debe en un primer lugar a su dependencia de la poderosa familia Medrano, señores de la villa, y más tarde a la prolongada unión con la iglesia de Navarrete.

### Los Medrano
La insistencia de la familia en ubicar la sepultura familiar en la capilla mayor junto al presbiterio acabó en revuelta social. El Papa accedió por una bula en marzo de 1532, ya que la familia tenía este derecho en la anterior iglesia románica, pero los vecinos no estaban dispuestos a tolerarlo ya que el señorío de la familia era más representativo que real, y eran ellos los que pagaban realmente la obra. Tras pleitos e incluso la intervención directa del Rey, las autoridades eclesiásticas y la Real Chancillería de Valladolid, el 10 de octubre de 1620, se disponen a desmantelar la tumba instalada y cualquier vestigio que recordara a esta familia.

### La unión con la iglesia de Navarrete
En 1356, el obispó declaró unidas estas dos iglesias con sus rentas, bienes y diezmos, pero los problemas y enfrentamientos derivados hacen que se separen el 1 de diciembre de 1785.

## Portada principal y sala capitular-conjuratorio
La portada principal, de la Asunción, se abre en el penúltimo tramo del lado de la Epístola, el lado sur, donde recibe más luz. Es del siglo XVI, de estilo manierista, y se forma a modo de arco de triunfo, de medio punto, parecidoal estilo de la iglesia Briones. Sobre el arco interior, el de la puerta, se halla en una hornacina un grupo de Asunción-Coronación, y a los lados un tondo de San Pedro y otro de San Pablo.
Justo a su izquierda, en el último tramo de la Epístola, tenemos un cuerpo achaflanado, la sala capitular y el conjuratorio, que se empieza a construir en 1584 a manos de Juan de Olate, un cantero experimentado en estilo clacisista, junto a la portada norte o de la Concepción, el coro alto y la escalera de acceso, todo acabado para 1595.
La zona alta de este conjunto está edificada a modo de galería, de medio punto con pilastras toscanas acanaladas.

## Coro alto
Empezado a construir en 1584 por Juan Olate, ocupa el último tramo de la planta y está construido sobre tres arcos apoyados en los últimos pilares. La decoración del antepecho, sobre los arcos, más acentuada en el arco central, hace referencia a un plano celeste, ya que está lleno de cabezas de serafines.
De la sillería se encargó el ensamblador Juan de Torrecilla en 1578, aunque la parte central se rehace en el siglo XVIII para que resalte más e incluir un relieve de San Pedro y San Pablo. 
El facistol fue obra del fustero logroñés Domingo Gil de Gofia en 1588 y el órgano, de 1769, de Andrés de Gasparini, quien encargó la caja al arquitecto José Benito Cortés del Valle. Se acaba el 12 de abril de 1771 y en 1793 es reformado por José Santiago de Albisua Belastegui, de Oñate. Aún se conserva sin dorar, dejando ver la madera al natural.

## La torre
Se adosa al edificio a la altura del segundo tramo de la cara norte y se hace una ampliación, en altura, a finales del siglo XVII para que todos los habitantes del casco urbano pudieran oír las campanadas. De esta forma se añade un cuerpo octogonal de ladrillo con chapitel metálico siguiendo en la línea de los Raón. En siglo XVIII es necesario reforzar la base con hileras de sillares en talud.

## Sacristía
Aprovechando los huecos de los contrafuertes del ábside, se habilitó primero un pequeño recinto para que sirviese de sacristía, pero su incomodidad hace que en 1692, el cantero Miguel Gutiérrez, construyera otra mucho mayor partiendo de la ya existente y transformando esta en una antesala. En 1775 el pintor Ramón Garrido decora sus paredes al temple. Hoy en día esta sala también como un pequeño museo, ya que alberga muchas obras de arte, algunas de ellas donadas por altos cargos que nacieron en la localidad.